# Euthyone placida
Euthyone placida är en fjärilsart som beskrevs av William Schaus 1896. Euthyone placida ingår i släktet Euthyone och familjen björnspinnare. Inga underarter finns listade i Catalogue of Life. Den lever i trakterna kring São Paulo i Brasilien. 